# Heterocentrotus mamillatus
Oursin crayon
Espèce
L’oursin crayon (Heterocentrotus mamillatus) est une espèce d'oursin tropical de la famille des Echinometridae, caractérisé par ses piquants très épais et ses couleurs vives.

## Description

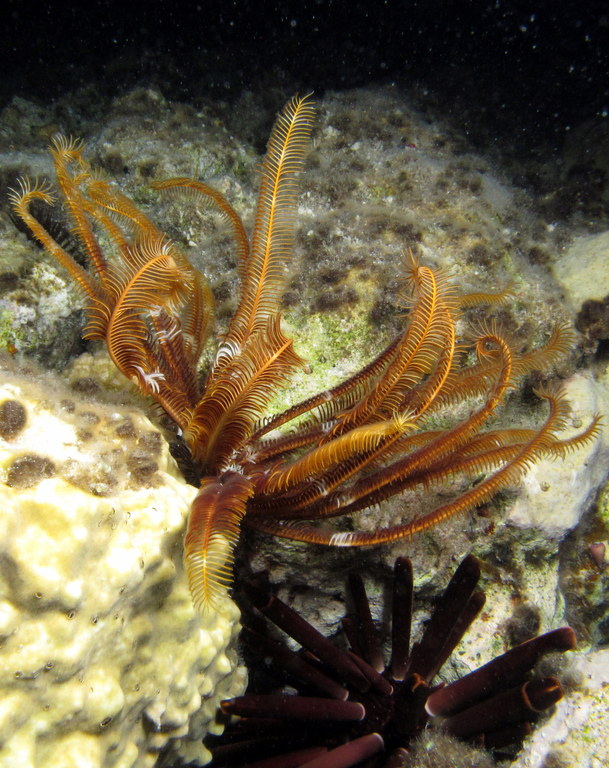
Un oursin crayon inhabituellement sombre en Égypte (avec un crinoïde).

C'est un oursin régulier de forme légèrement ovoïde. La coquille (appelée « test ») peut mesurer jusqu'à 8 cm de diamètre, avec des piquants (appelés « radioles ») atteignant jusqu'à 10 cm. Le test peut être de la même couleur que les radioles, ou plus sombre. Le genre est aisément reconnaissable à ses énormes radioles primaires : celles-ci sont très épaisses, de section d'abord ronde près du test puis grossièrement polygonale (mais parfois plates ou arrondies) vers la pointe, lisses et à pointe arrondie. Elles sont vivement colorées de teintes fauves (de rose pâle à bordeaux foncé en passant par le brun et la crème, mais le plus souvent rouge flamboyant ou orange), parfois annelées de couleur plus claire vers la pointe et ornées d'un anneau clair à la base ; leur allure générale fait globalement penser à des crayons de tailles inégales. Ces radioles primaires servent surtout à la défense, et sont robustes mais peu nombreuses (l'oursin peut les régénérer si nécessaire) ; le test est protégé par un second type de radioles beaucoup plus petites, en forme de clous formant un pavement dense, et qui peuvent avoir une couleur très différente du reste de l'animal (notamment blanches, rouge sombre ou noires). Enfin un troisième type d'épines est présent sur la face orale (inférieure), en forme de spatules, et qui servent principalement à la locomotion et à la préhension sur les rochers, assistés par des pieds ambulacraires charnus munis de ventouses.
Heterocentrotus trigonarius est une espèce similaire, dont le test est toujours de la même couleur que les radioles, qui sont plus longues, plus foncées et de section rigoureusement triangulaire.

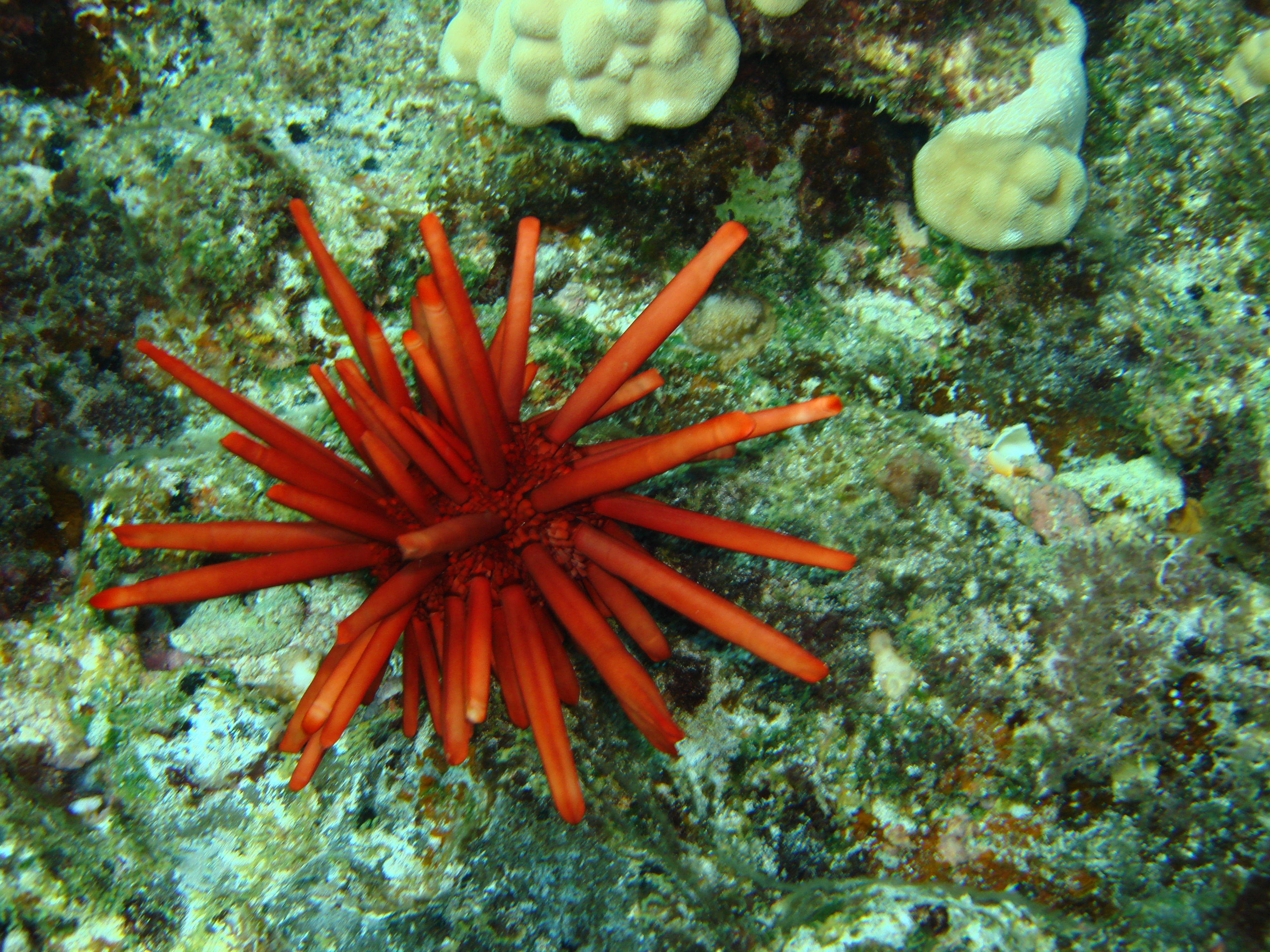
Forme entièrement rouge.
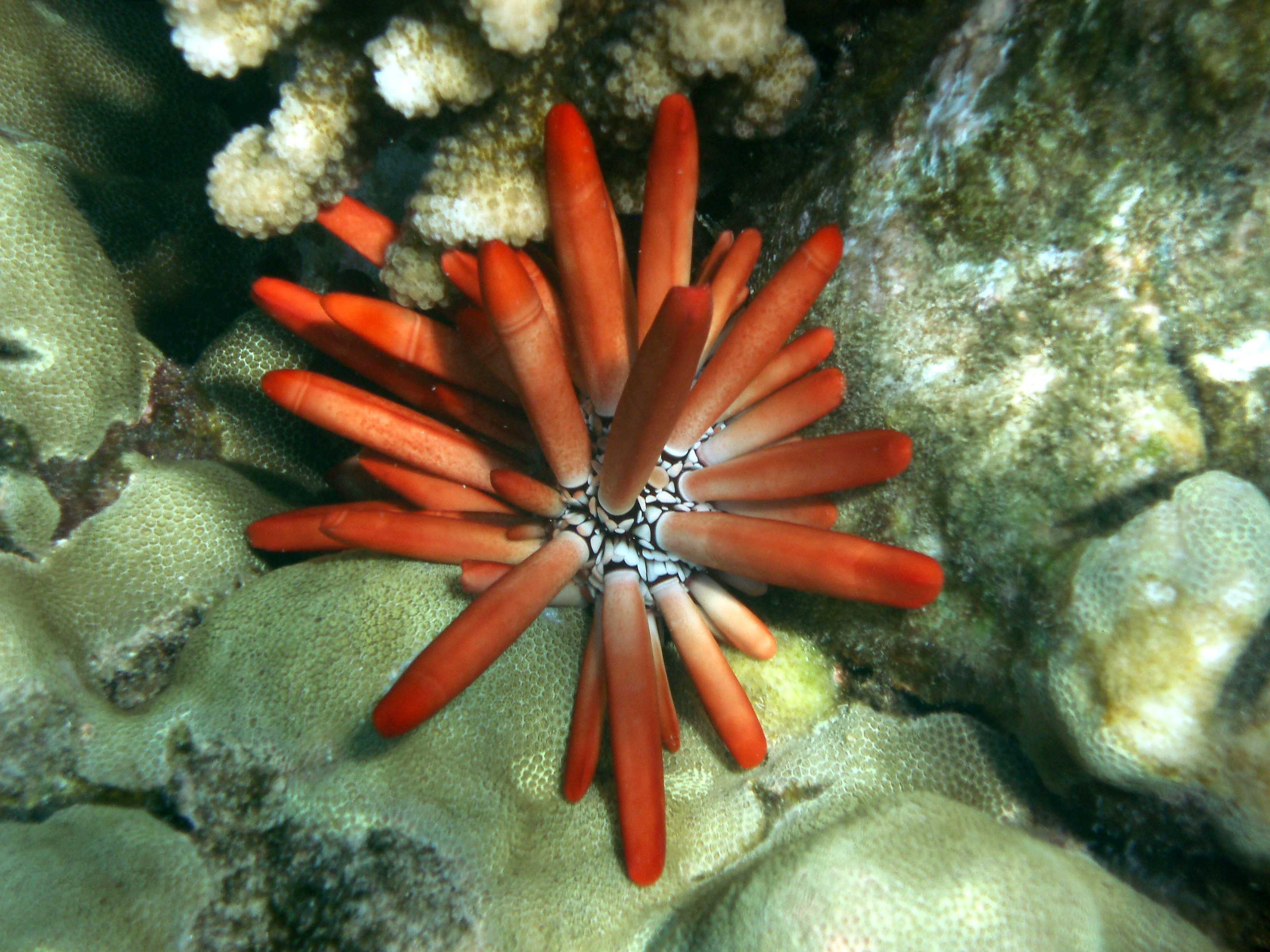
Forme à radioles secondaires blanches.
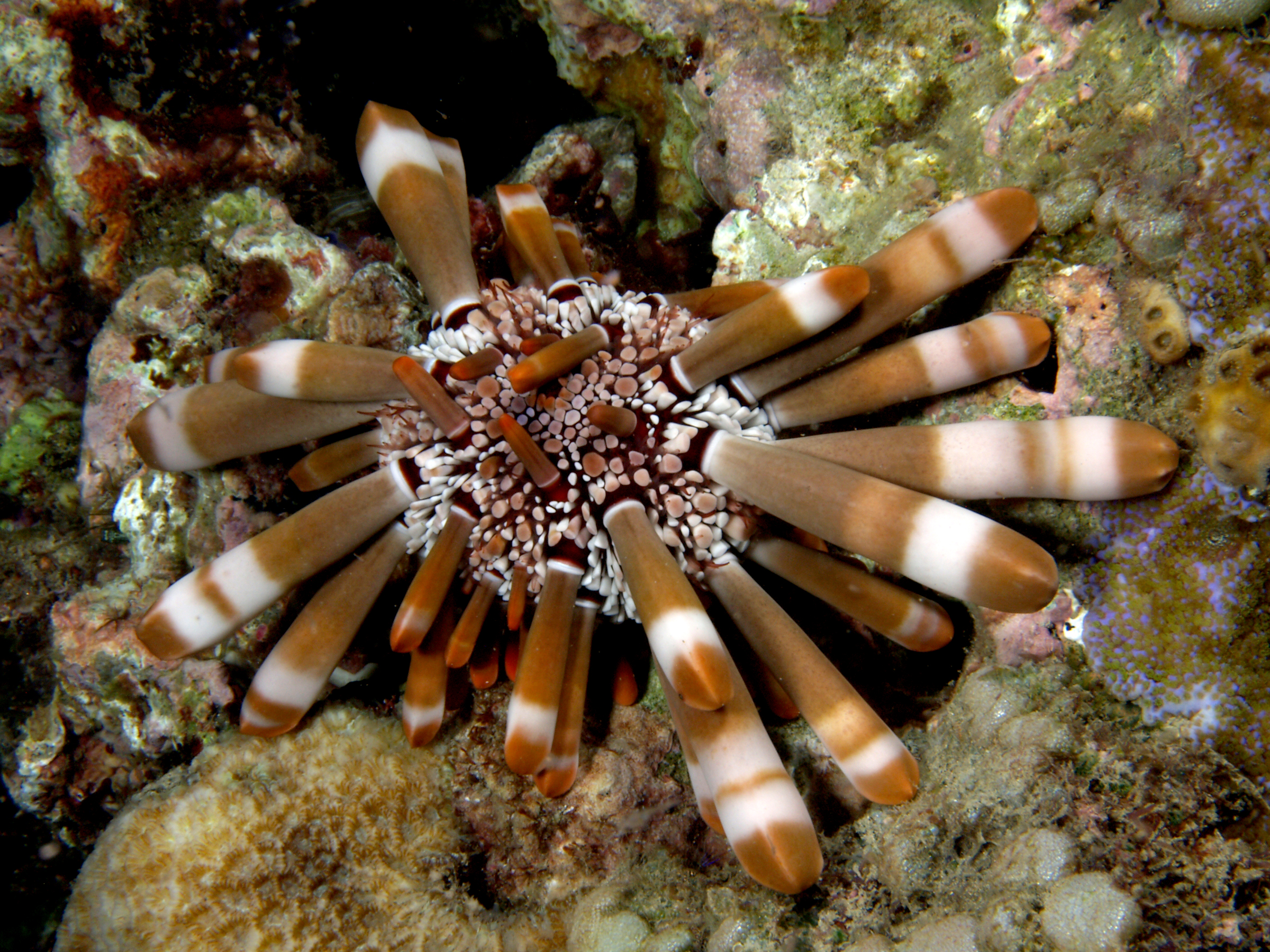
Forme brune.
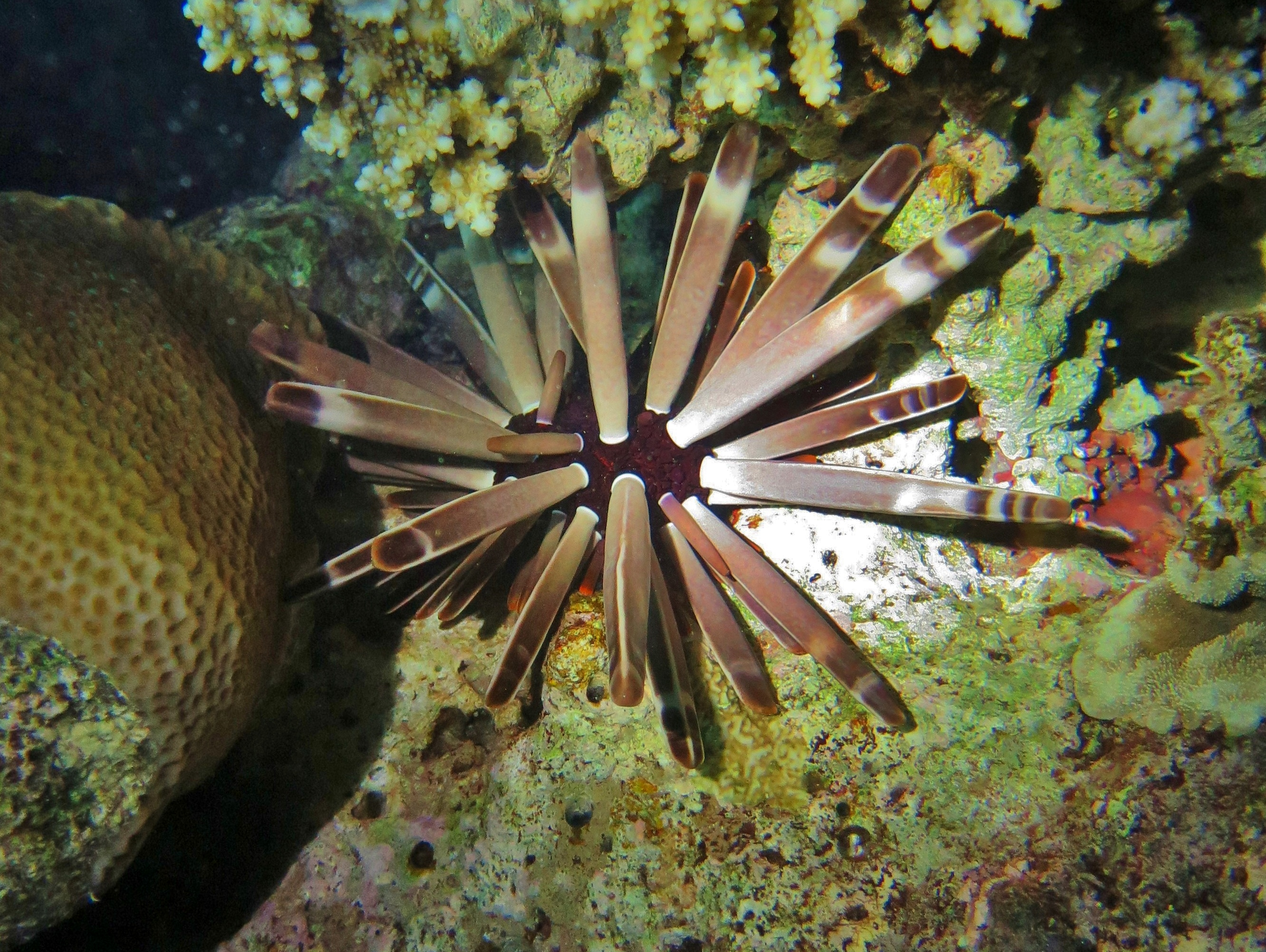
Forme brun-gris aux Maldives.

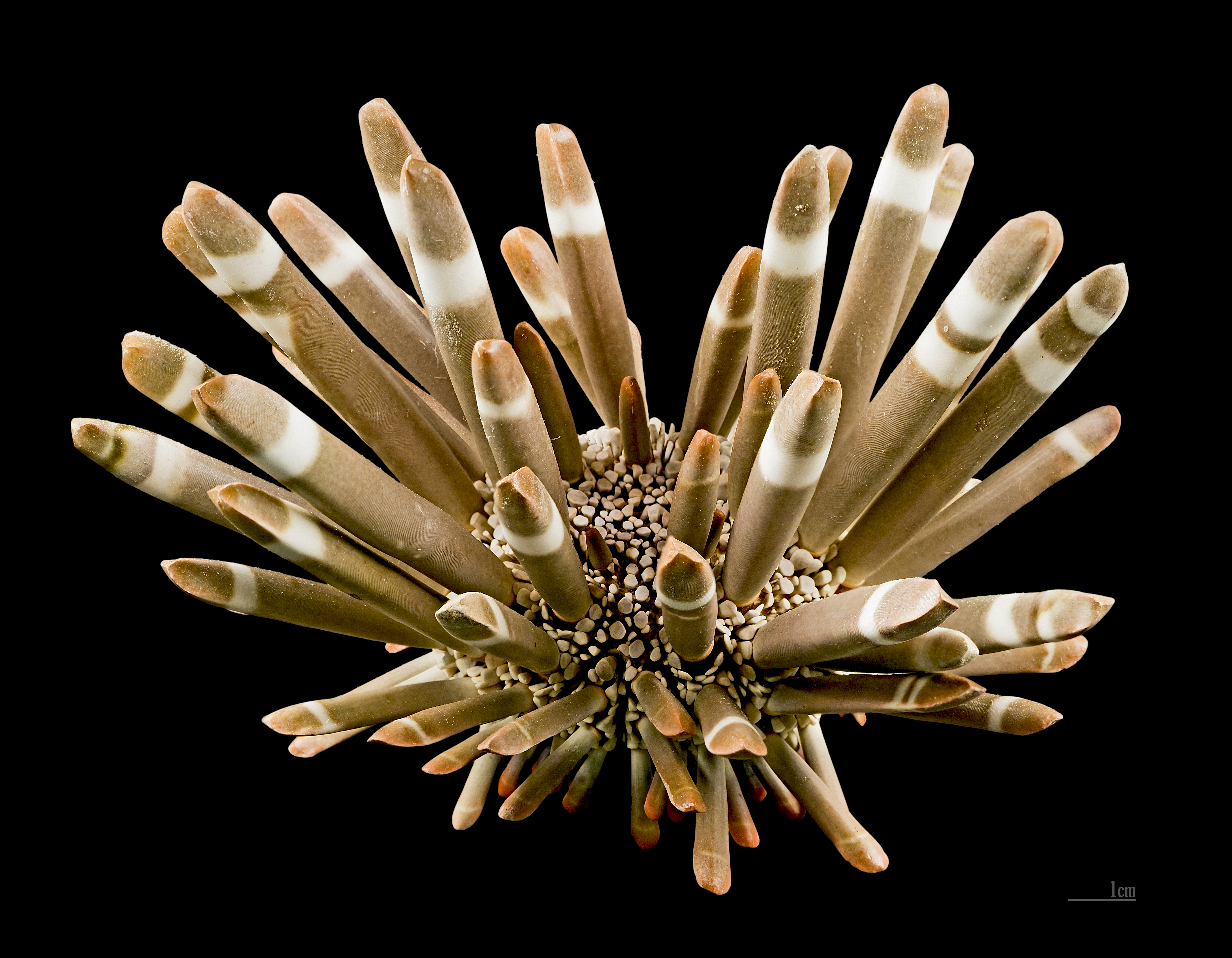
Spécimen séché, forme brune. MHNT
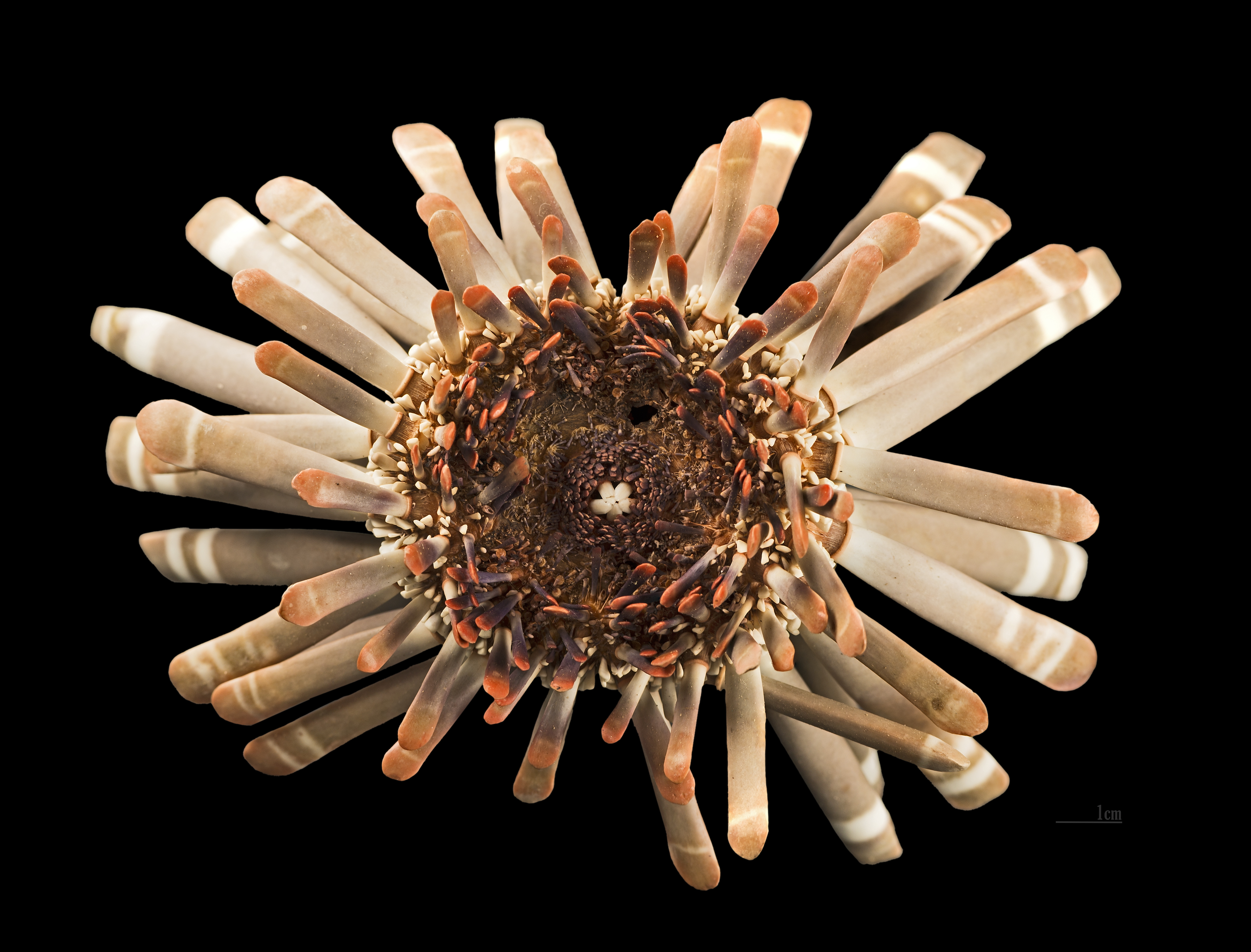
Spécimen séché, forme brune. Face inférieure MHNT
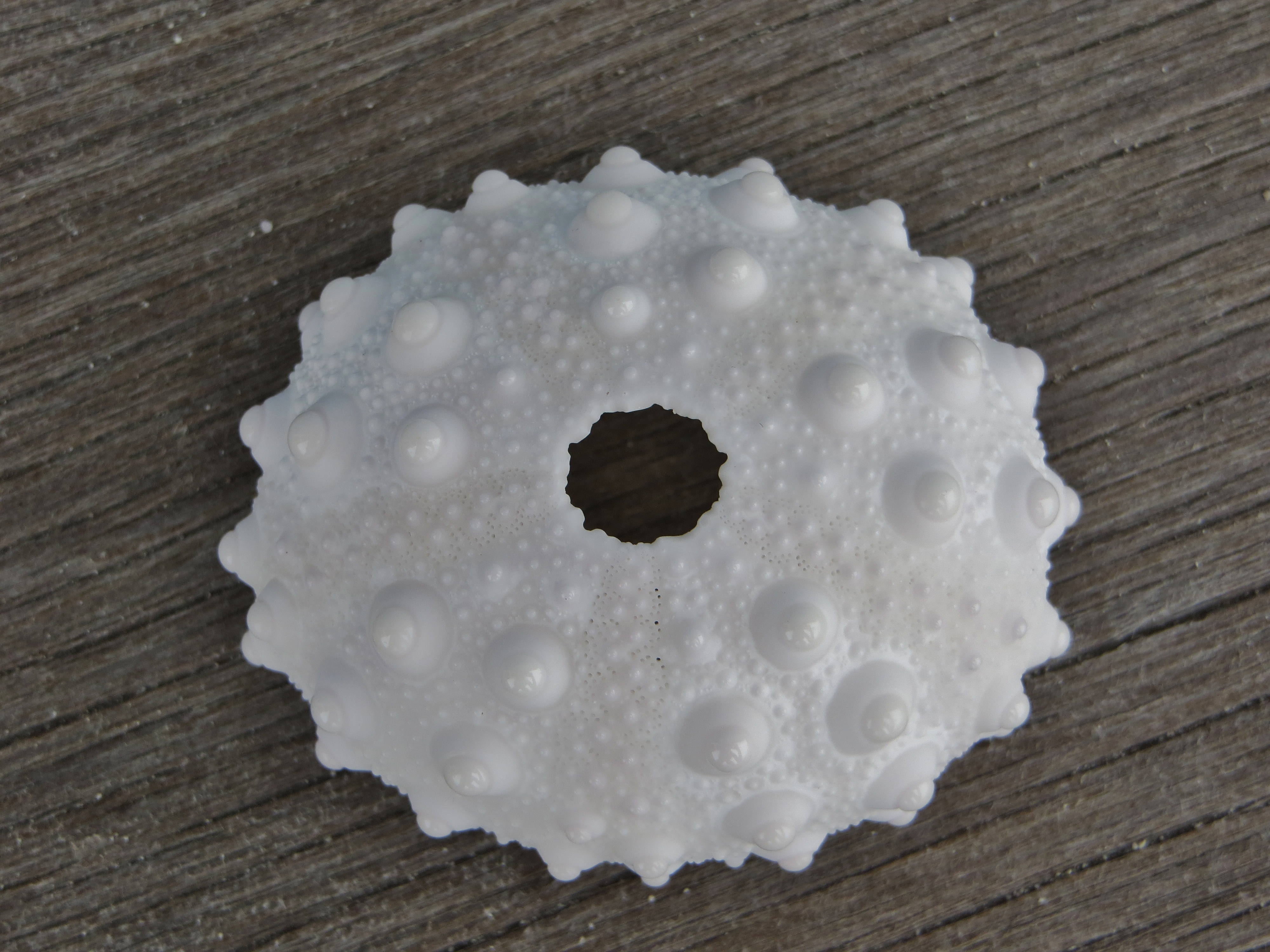
Test d'un Heterocentrotus mamillatus en vue aborale (le disque apical est absent).
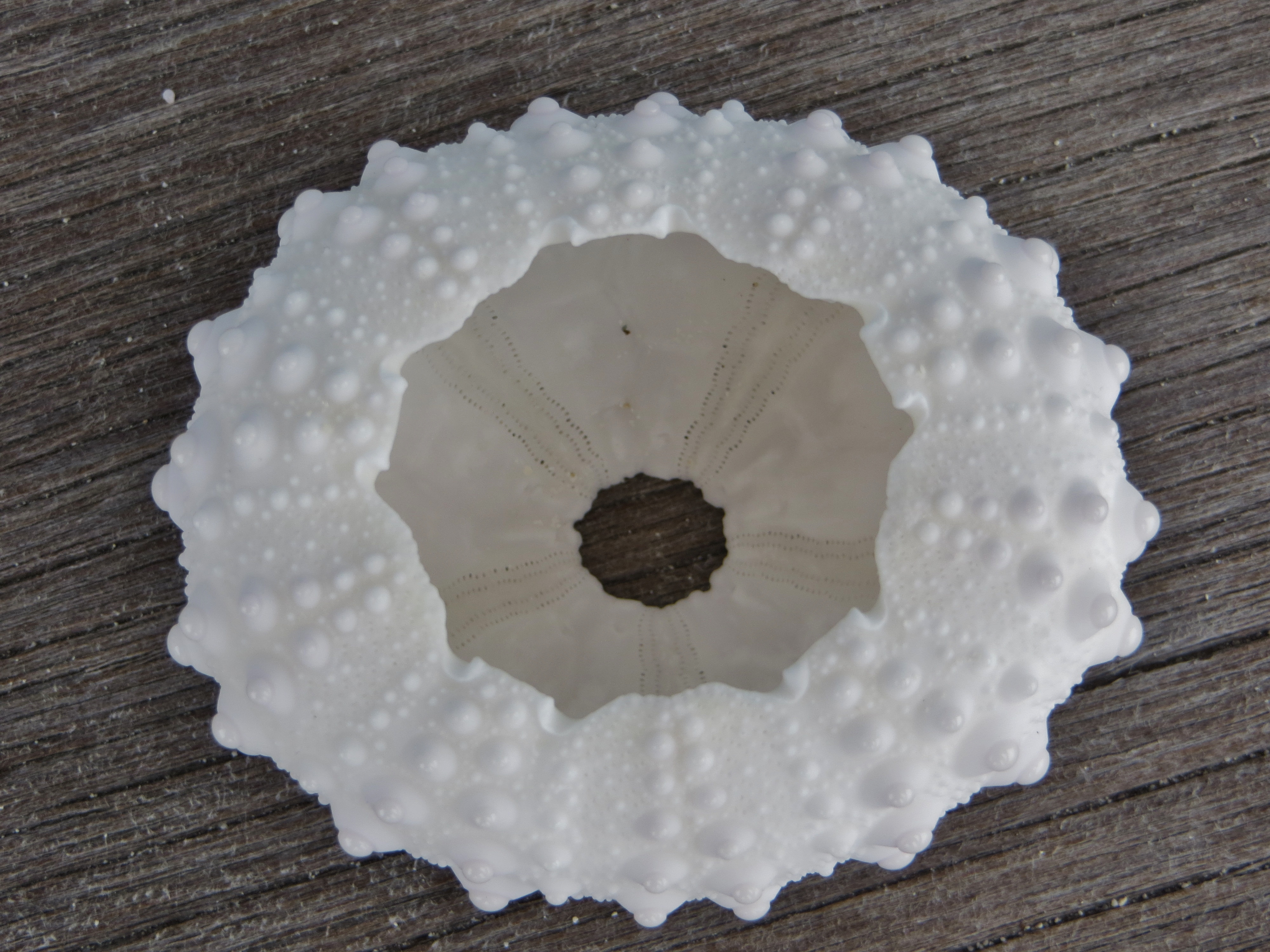
Le même individu, en vue orale.

## Habitat et répartition
Cet oursin vit dans les eaux tropicales du bassin indo-pacifique, de la mer Rouge à la Polynésie et du Japon à la Nouvelle-Calédonie ; elle est absente du golfe du Bengale et du golfe Persique. Elle est particulièrement représentée à Hawaii, où les spécimens ont le plus souvent des épines rouges brillantes. Dans le reste du Pacifique, la couleur des épines peut être jaune, cuivre ou brune.
Il se rencontre sur les récifs coralliens denses, du battant des vagues (qu'il affectionne) à 25 m de profondeur ; il est cependant plus abondant dans les 8 premiers mètres. La journée, il vit caché dans des anfractuosités dont il sort de nuit pour se nourrir.

## Écologie et comportement

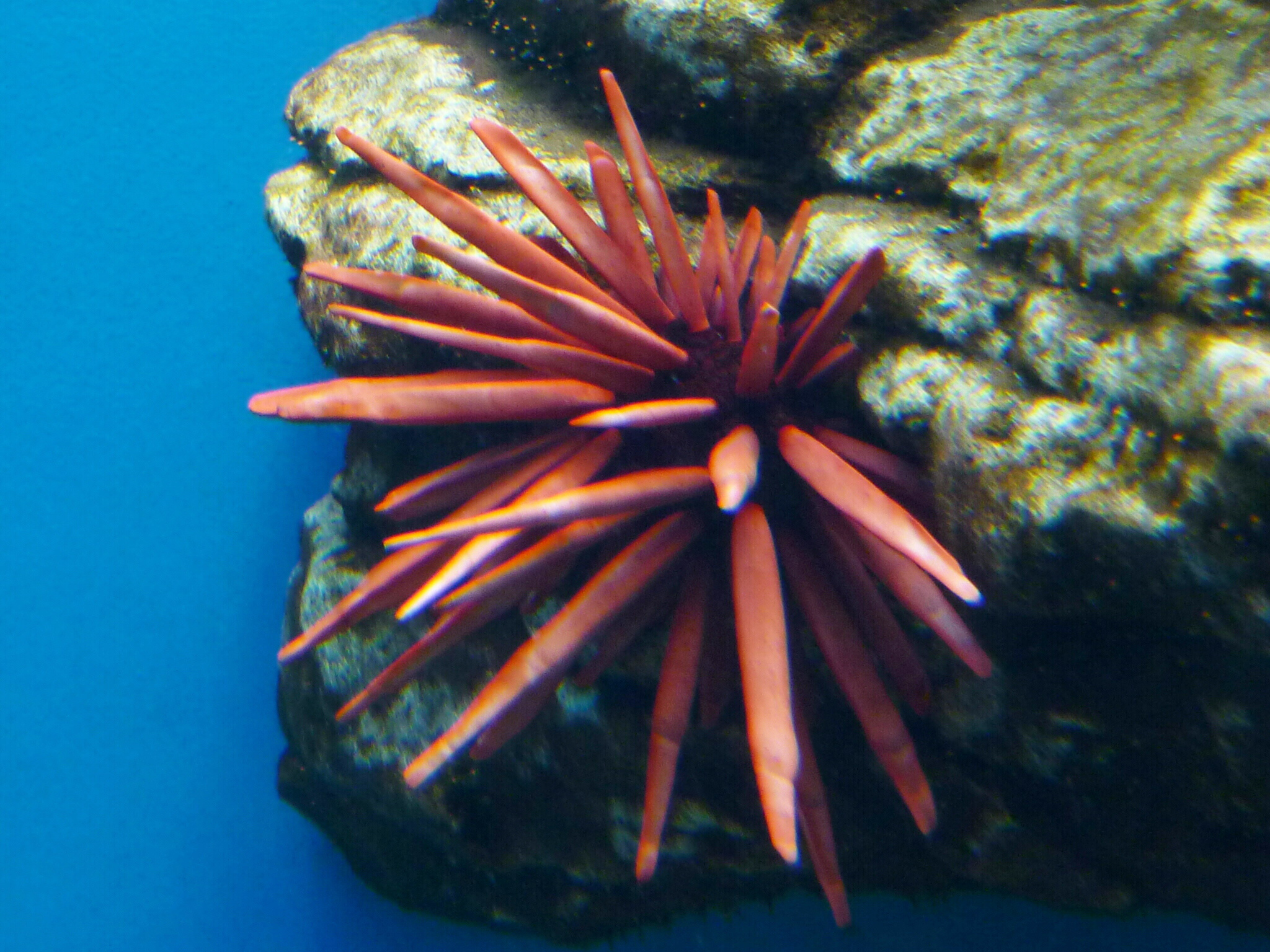
Dans son environnement.

On trouve cet oursin dans les écosystèmes coralliens, que ce soit sur les platiers, sur les récifs, sur les rochers ou dans les herbiers. De mœurs nocturnes, il sort de sa cachette à la tombée de la nuit pour se nourrir. C'est un brouteur omnivore et détritivore, qui se nourrit aussi bien d'algues que d'algues encroutantes, mais aussi occasionnellement d'éponges, d'ascidies, de charognes et de détritus. Il broie sa nourriture au moyen de sa mâchoire puissante appelée « lanterne d'Aristote ».
La reproduction est gonochorique, et mâles et femelles relâchent leurs gamètes en même temps en pleine eau, où œufs puis larves vont évoluer parmi le plancton pendant quelques semaines avant de se fixer.
Certains invertébrés peuvent vivre en symbiose ou en commensalisme avec l'oursin rouge, comme les crevettes nettoyeuses Gnathophyllum americanum.

## L'oursin crayon et l'homme

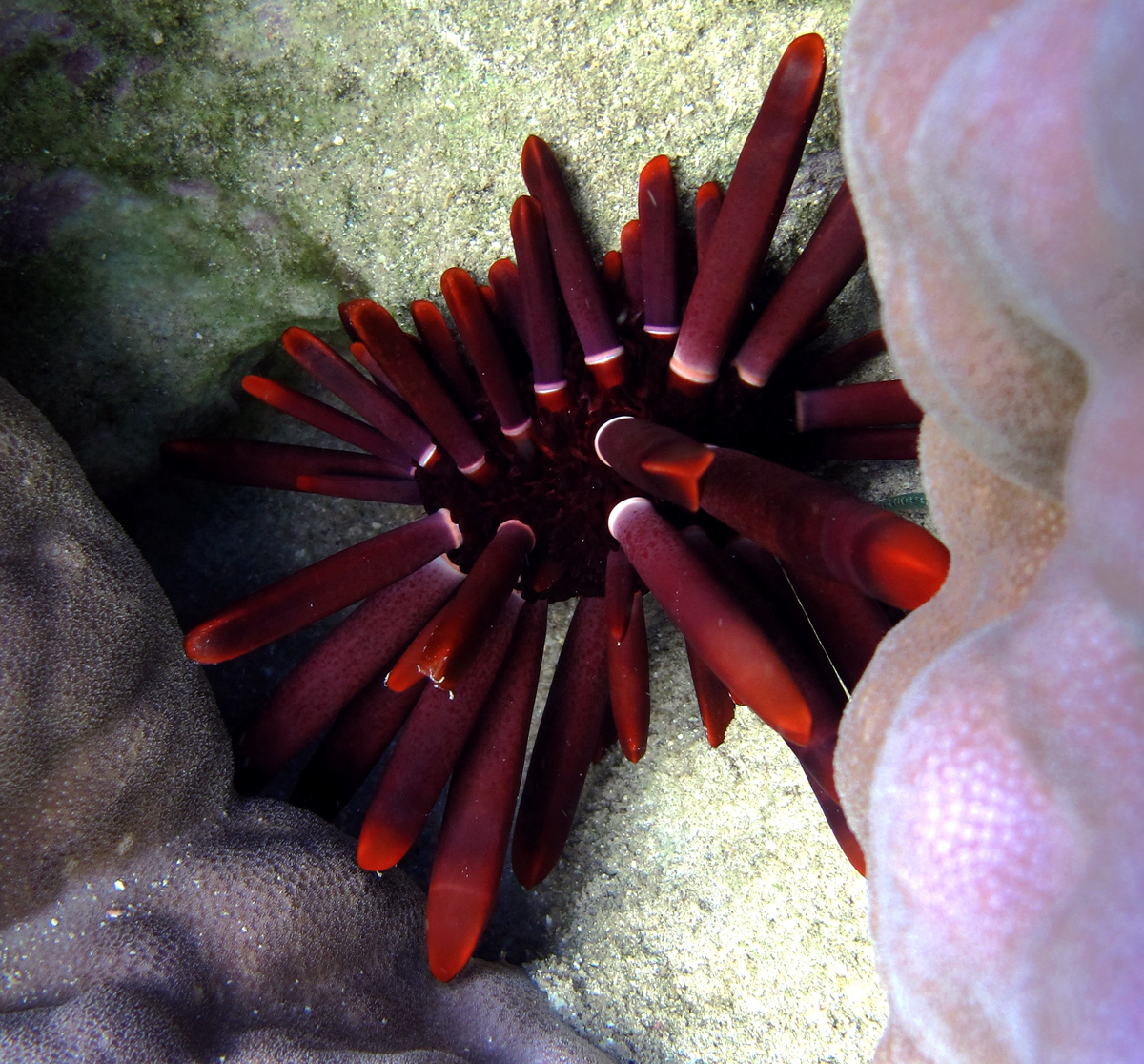
Oursin crayon à La Réunion.

Contrairement à la plupart de ses congénères, cet oursin ne présente pas de danger pour l'homme vu que ses piquants ne sont pas pointus. Par ailleurs, ses mœurs cryptiques et ses couleurs vives limitent les risques de marcher dessus par inadvertance. Il n'est d'aucune valeur commerciale, et ne semble consommé dans aucun pays de son aire de répartition.
Cet oursin est aussi apprécié en aquariophilie marine tropicale pour ses belles couleurs ; cependant son activité essentiellement nocturne et ses tendances lucifuges le rendent complexe à élever. La beauté de cet oursin multicolore en fait toutefois un sujet de choix pour les photographes sous-marins.
Les piquants remarquables de cet oursin sont souvent utilisés en joaillerie ou comme souvenirs ; constitués de calcite relativement légère, ils furent également utilisés comme véritables stylos pour écrire par exemple sur des ardoises.
Dans l'animé japonais Flo et les Robinson suisses, adapté du célèbre roman Le Robinson suisse de Johann David Wyss, Franz Robinson plongera en apnée et trouvera un bel oursin crayon de forme brune avec les radioles duquel il fabriquera un joli collier pour l'offrir en cadeau d'anniversaire à sa sœur Flo.

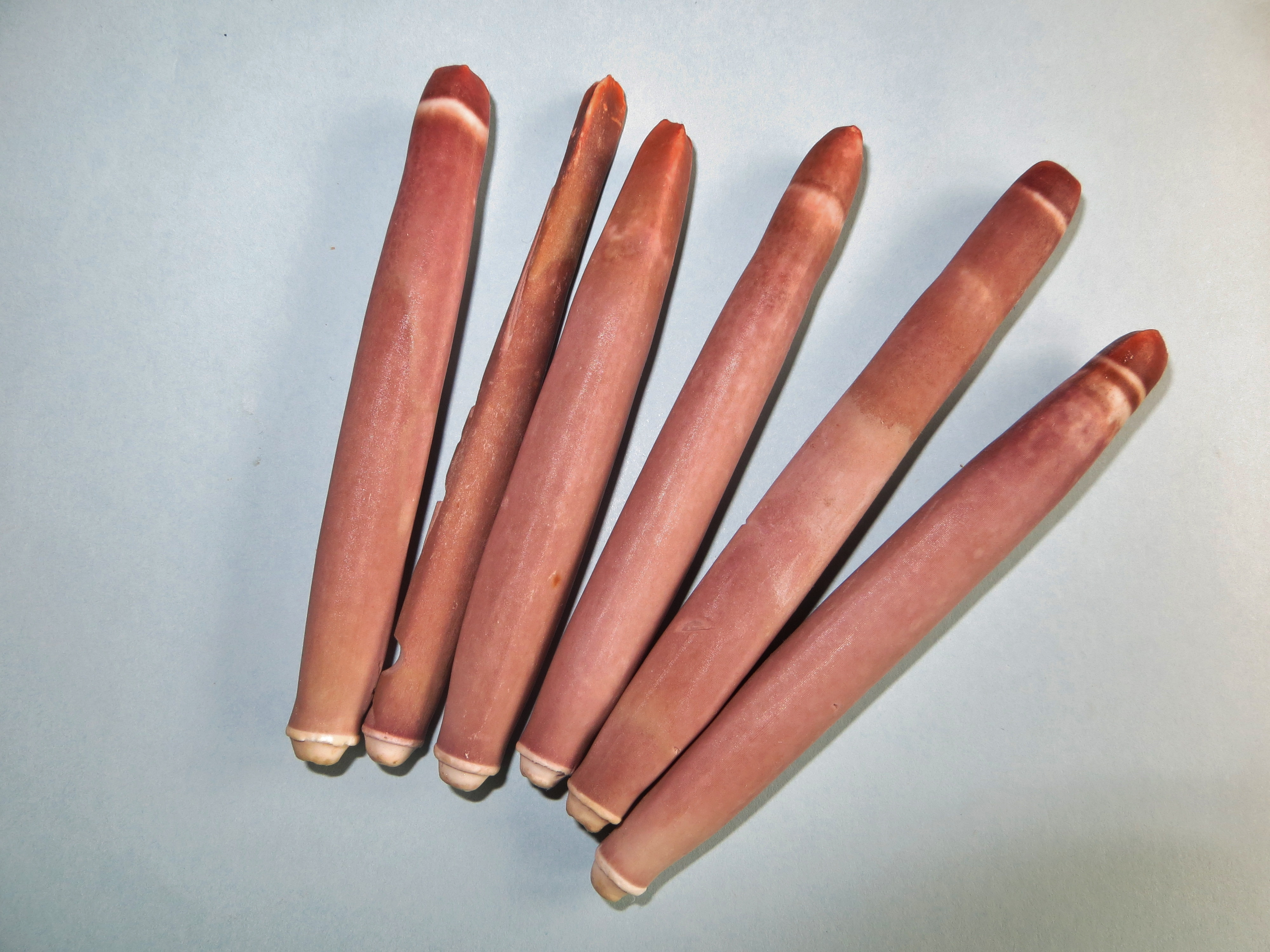
Les radioles (piquants) séchées d'un oursin-crayon de Nouvelle-Calédonie, vendues comme souvenir aux touristes.
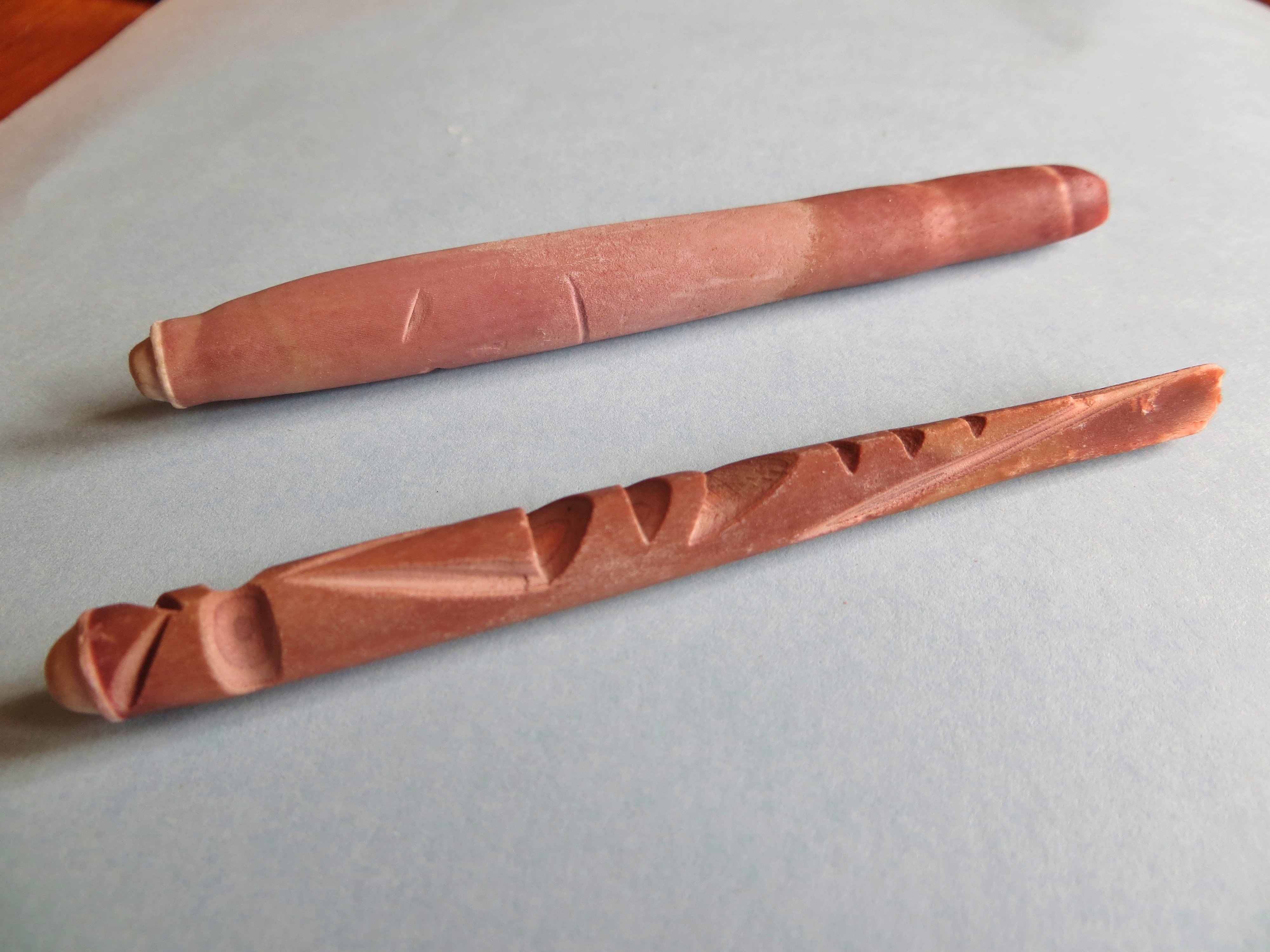
Dans certaines îles du Pacifique, il s'est développé un petit artisanat local consistant à sculpter des radioles d'oursin-crayon.

## Origine du nom

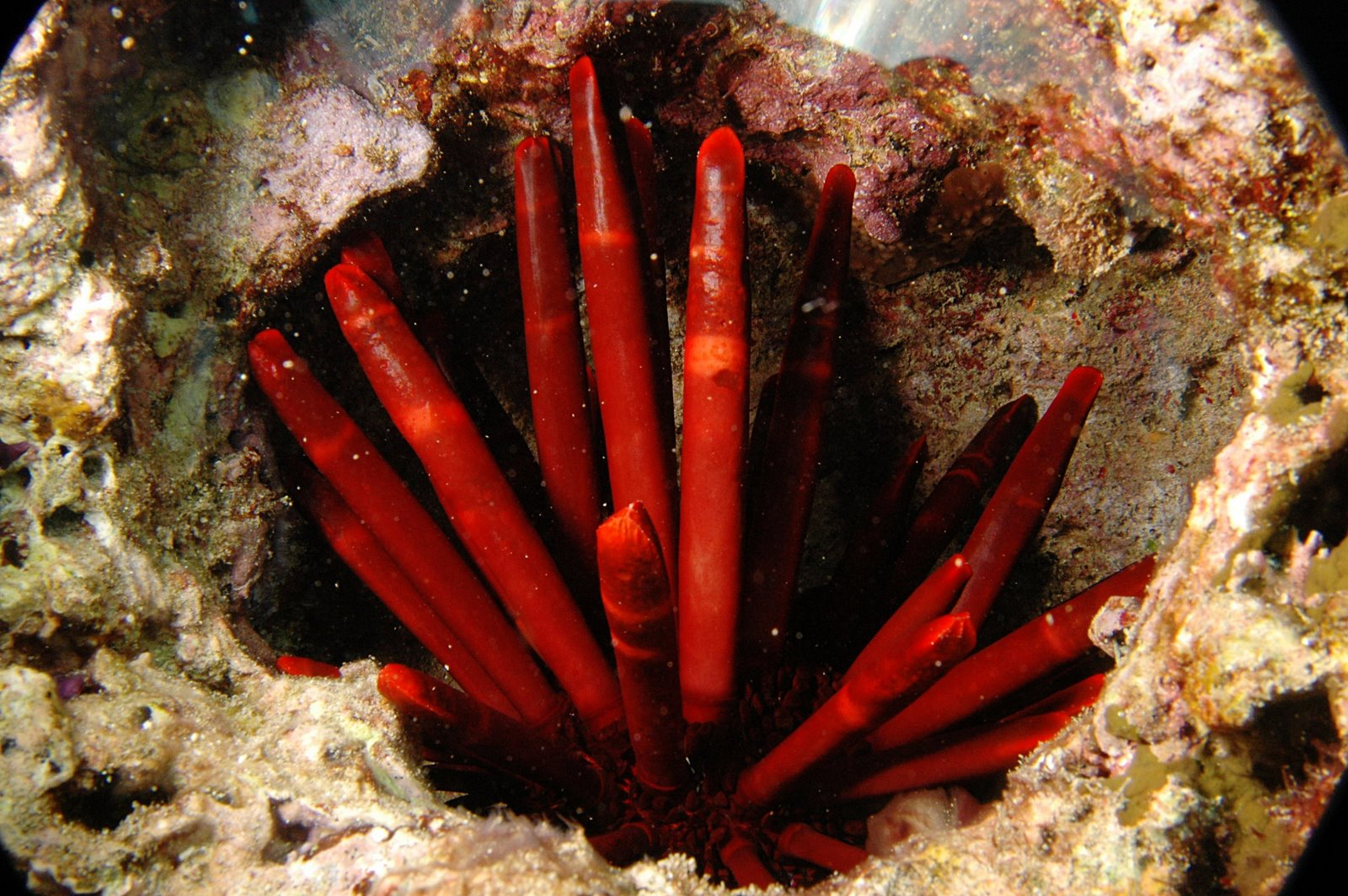

Le nom français de cet oursin vient évidemment de la forme de ses épines. Son nom scientifique est Heterocentrotus mamillatus : le genre vient du grec heteros (« différent ») et kentron (« épines ») et se rapporte au fait que les radioles de ces oursins sont de longueurs inégales, et l'espèce vient du latin mamilla (« petit mamelon »), et désigne les mamelons bien visibles sur lesquels sont fixées les radioles.
Dans les autres langues, la métaphore du crayon est souvent conservée : en anglais Slate pencil urchin ou red pencil urchin, en italien Riccio matita ardesia, en espagnol Erizo rojo de lapices et en allemand Griffelseeigel.